# Ночь страшного суда
«Ночь страшного суда» (англ. Judgment Night) — криминальный триллер режиссёра Стивена Хопкинса, вышедший в 1993 году.

## Сюжет
Иногда судьба может сыграть довольно злую шутку. Четверо друзей, отправляясь на боксёрский матч, не могли даже предположить, что такое может с ними случиться. Всему виной проклятая «пробка», в которой застряла их машина. Чтобы не опаздывать, компания решила «срезать» угол и проехать кратчайшим путём через опасный квартал города. И… оказалась не в том месте и не в то время, став свидетелем жестокого убийства. А убийцы, как известно, предпочитают не оставлять свидетелей.

## В ролях
- Эмилио Эстевес — Фрэнк Вятт
- Кьюба Гудинг-младший — Майк Петерсон
- Денис Лири — Фэллон
- Стивен Дорфф — Джон Вятт
- Джереми Пивен — Рэй Кокран
- Питер Грин — Сайкс
- Майкл ДеЛоренцо — Тедди
- Майкл Вайсман — Трэвис
- Эрик Шроди — Родс

## Музыка
В написании саундтрека участвовали: Helmet, House of Pain, Teenage Fanclub, De La Soul, Living Colour, Run DMC, Biohazard, Onyx, Slayer, Ice T, Faith No More, Boo Yaa Tribe, Sonic Youth, Cypress Hill, Mudhoney, Sir Mix A Lot, Dinosaur Jr., Del Tha Funkee Homosapien, Therapy?, Fatal, Pearl Jam.

## Отзывы
Из рецензии Сергея Кудрявцева (из книги «3500 кинорецензий»):

Этот американский фильм получил в нашем видеопрокате весьма громкое название «Ночь Страшного Суда». Наверно, режиссёр Стивен Хопкинс, известный по картинам «Кошмар на улице Вязов 5» и «Хищник 2», был бы просто горд, если бы узнал о таком возвеличивании довольно заурядной истории ночных похождений группы добропорядочных граждан. Они ведь отправились на обычный матч бокса, но по пути попали в кошмарную ситуацию, когда их начали преследовать маниакальные гангстеры.

Кстати, музыка Алана Сильвестри, который создавал мощно звучащие партитуры к целому ряду фантастических лент, призвана и в «Судной ночи» произвести впечатление как бы апокалиптичности всего происходящего. Но желание авторов фильма поразить зрителей почти вселенским кошмаром, превратив в него всё-таки рядовой случай невольного вмешательства законопослушных средних американцев в дела преступников, привело к чрезвычайной многозначительности и ложной символизации повествования. А в сравнении с чуть похожими картинами «Воины» и «Чужая территория» Уолтера Хилла лента Хопкинса и вовсе кажется бедной по стилю и надуманной по исполнению.